# Seinäjoki Crocodiles 2022
Questa voce raccoglie le informazioni riguardanti i Seinäjoki Crocodiles nelle competizioni ufficiali della stagione 2022.

## Prima squadra

### Vaahteraliiga 2022

#### Stagione regolare
| Seinäjoki 21 maggio 2022, ore 16:30 2ª giornata | Seinäjoki Crocodiles | 15 – 13 (0-0 3-6 6-0 6-7) referto | Porvoon Butchers | Jouppilanvuoren tekonurmi (452 spett.)\| Arbitro: \| M. Immonen \| |
| Arbitro:                                        | M. Immonen           |                                   |                  |                                                                    |

| Kuopio 5 giugno 2022, ore 16:30 4ª giornata | Kuopio Steelers | 42 – 21 (7-7 14-0 7-7 14-7) referto | Seinäjoki Crocodiles | Väinölänniemen stadion (534 spett.)\| Arbitro: \| Toijala \| |
| Arbitro:                                    | Toijala         |                                     |                      |                                                              |

| Seinäjoki 10 giugno 2022, ore 18:30 5ª giornata | Seinäjoki Crocodiles | 24 – 12 (0-0 14-0 3-0 7-12) referto | Helsinki Roosters | Jouppilanvuoren tekonurmi (512 spett.)\| Arbitro: \| M. Immonen \| |
| Arbitro:                                        | M. Immonen           |                                     |                   |                                                                    |

| Seinäjoki 17 giugno 2022, ore 18:30 6ª giornata | Seinäjoki Crocodiles | 67 – 0 (33-0 14-0 14-0 6-0) referto | Kotka Eagles | Jouppilanvuoren tekonurmi (411 spett.)\| Arbitro: \| Toijala \| |
| Arbitro:                                        | Toijala              |                                     |              |                                                                 |

| Seinäjoki 9 luglio 2022, ore 16:30 8ª giornata | Seinäjoki Crocodiles | 34 – 36 (d.t.s.) (0-7 7-7 14-0 7-14 6-8) referto | Helsinki Wolverines | Wirokit Stadion (493 spett.)\| Arbitro: \| V. Lamminsalo \| |
| Arbitro:                                       | V. Lamminsalo        |                                                  |                     |                                                             |

| Lohja 15 luglio 2022, ore 18:30 9ª giornata | United Newland Crusaders | 0 – 54 (0-17 0-14 0-21 0-2) referto | Seinäjoki Crocodiles | Harjun kenttä (154 spett.)\| Arbitro: \| Toijala \| |
| Arbitro:                                    | Toijala                  |                                     |                      |                                                     |

| Kotka 23 luglio 2022, ore 16:30 10ª giornata | Kotka Eagles  | 20 – 41 (0-6 6-7 8-21 6-7) referto | Seinäjoki Crocodiles | Karhulan keskuskenttä (200 spett.)\| Arbitro: \| V. Lamminsalo \| |
| Arbitro:                                     | V. Lamminsalo |                                    |                      |                                                                   |

| Seinäjoki 29 luglio 2022, ore 18:30 11ª giornata | Seinäjoki Crocodiles | 41 – 6 (14-0 14-0 13-6 0-0) referto | United Newland Crusaders | Wirokit Stadion (448 spett.)\| Arbitro: \| M. Makarainen \| |
| Arbitro:                                         | M. Makarainen        |                                     |                          |                                                             |

| Helsinki 6 agosto 2022, ore 16:30 12ª giornata | Helsinki Wolverines | 20 – 25 (7-7 0-6 0-6 13-6) referto | Seinäjoki Crocodiles | Velodromo di Helsinki (178 spett.)\| Arbitro: \| M. Immonen \| |
| Arbitro:                                       | M. Immonen          |                                    |                      |                                                                |

| Seinäjoki 13 agosto 2022, ore 16:30 13ª giornata | Seinäjoki Crocodiles | 8 – 27 (0-6 6-7 2-7 0-7) referto | Kuopio Steelers | Wirokit Stadion (525 spett.)\| Arbitro: \| Toijala \| |
| Arbitro:                                         | Toijala              |                                  |                 |                                                       |

| Helsinki 20 agosto 2022, ore 16:30 14ª giornata | Helsinki Roosters | 41 – 14 (0-7 14-0 7-7 20-0) referto | Seinäjoki Crocodiles | Velodromo di Helsinki (410 spett.)\| Arbitro: \| Toijala \| |
| Arbitro:                                        | Toijala           |                                     |                      |                                                             |

| Porvoo 27 agosto 2022, ore 16:30 15ª giornata | Porvoon Butchers | 9 – 35 (3-0 0-14 0-14 6-7) referto | Seinäjoki Crocodiles | Porvoon Keskuskenttä (212 spett.)\| Arbitro: \| M. Makarainen \| |
| Arbitro:                                      | M. Makarainen    |                                    |                      |                                                                  |

#### Playoff
| Vantaa 3 settembre 2022, ore 18:30 Semifinale | Helsinki Wolverines | 21 – 28 (0-0 7-6 7-15 7-7) referto | Seinäjoki Crocodiles | Myyrmäen jalkapallostadion (290 spett.)\| Arbitro: \| Janhuba \| |
| Arbitro:                                      | Janhuba             |                                    |                      |                                                                  |

| Kuopio 10 settembre 2022, ore 17:00 Vaahteramalja | Kuopio Steelers | 21 – 14 (7-3 7-3 0-0 7-8) referto | Seinäjoki Crocodiles | Väre Areena (2009 spett.) |
| H. Harju 6':02" Q1 ( TD ) 40yd pass from Bradley Ojainväli Q1 ( pat ) Lindqvist 11':54" Q2 ( TD ) 9yd pass from Bradley Ojainväli Q2 ( pat ) Reasnover 1':42" Q4 ( TD ) 80yd kickoff return Ojainväli Q4 ( pat ) Marcatori Mäki-Maunus 6':10" Q1 ( FG ) 34yd Mäki-Maunus 0':23" Q2 ( FG ) 26yd Powell 1':59" Q4 ( TD ) 37yd run K. Harju Q4 ( tpc ) pass from Whitehead |                 | |                      |                           |
| |                 | |                      |                           |
| H. Harju 6':02" Q1 (TD) 40yd pass from Bradley Ojainväli Q1 (pat) Lindqvist 11':54" Q2 (TD) 9yd pass from Bradley Ojainväli Q2 (pat) Reasnover 1':42" Q4 (TD) 80yd kickoff return Ojainväli Q4 (pat) | Marcatori       | Mäki-Maunus 6':10" Q1 (FG) 34yd Mäki-Maunus 0':23" Q2 (FG) 26yd Powell 1':59" Q4 (TD) 37yd run K. Harju Q4 (tpc) pass from Whitehead |                      |                           |

### Statistiche di squadra
| Competizione      | %Vittorie | In casa | In casa | In casa | In casa | In casa | In casa | In trasferta | In trasferta | In trasferta | In trasferta | In trasferta | In trasferta | Totale | Totale | Totale | Totale | Totale | Totale |
| Competizione      | %Vittorie | G       | V       | N       | P       | Pf      | Ps      | G            | V            | N            | P            | Pf           | Ps           | G      | V      | N      | P      | Pf     | Ps     |
| ----------------- | --------- | ------- | ------- | ------- | ------- | ------- | ------- | ------------ | ------------ | ------------ | ------------ | ------------ | ------------ | ------ | ------ | ------ | ------ | ------ | ------ |
| Stagione regolare | .667      | 6       | 4       | 0       | 2       | 189     | 94      | 6            | 4            | 0            | 2            | 190          | 122          | 12     | 8      | 0      | 4      | 379    | 226    |
| Playoff           | .500      | 0       | 0       | 0       | 0       | 0       | 0       | 2            | 1            | 0            | 1            | 42           | 42           | 2      | 1      | 0      | 1      | 42     | 42     |
| Totale            | .643      | 6       | 4       | 0       | 2       | 189     | 94      | 8            | 5            | 0            | 3            | 232          | 164          | 14     | 9      | 0      | 5      | 421    | 268    |

### Statistiche personali

#### Marcatori
| Giocatore   | Ruolo | TD rush | TD recv | TD int | TD p.ret | TD k.ret | TD oth | Xp1  | Xp2 | FG  | Saf | Totale |
| ----------- | ----- | ------- | ------- | ------ | -------- | -------- | ------ | ---- | --- | --- | --- | ------ |
| Powell      |       | 17+2    | 2       | 0      | 0        | 0        | 0      | 0    | 0   | 0   | 0   | 126    |
| Ja. Särkelä |       | 0       | 8+1     | 0      | 0        | 0        | 0      | 25   | 0   | 2   | 0   | 85     |
| Jo. Särkelä |       | 0       | 6       | 0      | 0        | 0        | 0      | 0    | 0   | 0   | 0   | 36     |
| Mäki-Maunus |       | 0       | 0       | 0      | 0        | 0        | 0      | 17+2 | 0   | 3+2 | 0   | 34     |
| Värinen     |       | 4       | 0       | 0      | 0        | 0        | 0      | 0    | 0   | 0   | 0   | 24     |
| Whitehead   |       | 3       | 0       | 0      | 0        | 0        | 0      | 0    | 0+1 | 0   | 0   | 20     |
| Jallow      |       | 3       | 0       | 0      | 0        | 0        | 0      | 0    | 0   | 0   | 0   | 18     |
| W. Koskela  |       | 0       | 2       | 0      | 0        | 0        | 0      | 0    | 0   | 0   | 0   | 12     |
| Lampivuo    |       | 0       | 1+1     | 0      | 0        | 0        | 0      | 0    | 0   | 0   | 0   | 12     |
| Ristilä     |       | 0       | 1+1     | 0      | 0        | 0        | 0      | 0    | 0   | 0   | 0   | 12     |
| E. Gooden   |       | 0       | 0       | 0      | 0        | 0        | 1      | 0    | 0   | 0   | 0   | 6      |
| T. Hietala  |       | 1       | 0       | 0      | 0        | 0        | 0      | 0    | 0   | 0   | 0   | 6      |
| S. Salmi    |       | 0       | 1       | 0      | 0        | 0        | 0      | 0    | 0   | 0   | 0   | 6      |
| Toivola     |       | 0       | 0       | 0      | 0        | 0        | 1      | 0    | 0   | 0   | 0   | 6      |
| Team        |       | 0       | 0       | 0      | 0        | 0        | 0      | 0    | 0   | 0   | 2   | 4      |
| K. Harju    |       | 0       | 0       | 0      | 0        | 0        | 0      | 0    | 0+1 | 0   | 0   | 2      |
| S. Hautala  |       | 0       | 0       | 0      | 0        | 0        | 0      | 0    | 0   | 0   | 1   | 2      |

#### Passer rating
| Giocatore   | G    | Att    | Comp   | Int | Yds      | TD   | NFL    | NCAA   |
| ----------- | ---- | ------ | ------ | --- | -------- | ---- | ------ | ------ |
| Whitehead   | 12+2 | 264+52 | 153+30 | 5+0 | 2043+318 | 24+3 | 103,36 | 145,70 |
| A. Aalto    | 2    | 7      | 4      | 0   | 58       | 0    |        |        |
| Powell      | 2    | 2      | 1      | 0   | 28       | 0    |        |        |
| Ja. Särkelä | 0+1  | 0+1    | 0+0    | 0+0 | 0+0      | 0+0  |        |        |

## Seconda squadra

### II-divisioona 2022

#### Stagione regolare
| Seinäjoki 4 giugno 2022, ore 16:00 1ª giornata | Seinäjoki Gators | 8 – 24 | Rovaniemi Nordmen | Wirokit Stadion |

| Seinäjoki 12 giugno 2022, ore 15:00 2ª giornata | Seinäjoki Gators | 8 – 7 | Milky City Farmers | Wirokit Stadion |

| Pirkkala 18 giugno 2022, ore 18:00 3ª giornata | Pirkkala Spartans | 20 – 12 | Seinäjoki Gators | Pirkkalan keskuskenttä |

| Seinäjoki 10 luglio 2022, ore 17:00 4ª giornata | Seinäjoki Gators | 14 – 31 | Oulu Northern Lights | Wirokit Stadion |

| Mikkeli 16 luglio 2022, ore 13:00 5ª giornata | Mikkeli Bouncers | 30 – 0 (a tavolino) | Seinäjoki Gators | Urpolan tekonurmi |

| Kokkola 31 luglio 2022, ore 17:00 7ª giornata | Karleby Goats | 31 – 28 | Seinäjoki Gators | Kirkonmäen urheilukenttä |

### Statistiche di squadra
| Competizione      | %Vittorie | In casa | In casa | In casa | In casa | In casa | In casa | In trasferta | In trasferta | In trasferta | In trasferta | In trasferta | In trasferta | Totale | Totale | Totale | Totale | Totale | Totale |
| Competizione      | %Vittorie | G       | V       | N       | P       | Pf      | Ps      | G            | V            | N            | P            | Pf           | Ps           | G      | V      | N      | P      | Pf     | Ps     |
| ----------------- | --------- | ------- | ------- | ------- | ------- | ------- | ------- | ------------ | ------------ | ------------ | ------------ | ------------ | ------------ | ------ | ------ | ------ | ------ | ------ | ------ |
| Stagione regolare | .167      | 3       | 1       | 0       | 2       | 30      | 62      | 3            | 0            | 0            | 3            | 40           | 81           | 6      | 1      | 0      | 5      | 70     | 143    |
| Totale            | .167      | 3       | 1       | 0       | 2       | 30      | 62      | 3            | 0            | 0            | 3            | 40           | 81           | 6      | 1      | 0      | 5      | 70     | 143    |